# De Zwaan (Lienden)
De Zwaan is een molen in Lienden (Buren).
De molen is gebouwd in 1644 ter vervanging van de in 1643 omgewaaide standerdmolen, die er al in 1530 stond. Sommigen beschouwen de molen als een torenmolen, maar anderen vinden het geen torenmolen, omdat de molen aan de bovenkant smaller is en het oorspronkelijk een buitenkruier is geweest. De molen is voor een belangrijk deel nagebouwd van de molen te Hazerswoude en staat op een 2,80 m hoge molenbelt (een kunstmatige ophoging) aan de Molenstraat 5. Bij de bouw is zo veel mogelijk gebruikgemaakt van het hout van de omgewaaide standerdmolen. De romp van de molen is iets conisch gebouwd. Aan de onderzijde is de doorsnee 6,30 m en aan de bovenzijde 5,80 m. Oorspronkelijk was de kap bedekt met riet.
De korenmolen De Zwaan is een beltmolen. Op de achterbaard staat "1879 Van Harn". Op de voorbaard staat sinds 1940:
"BIJ STORM EN WIND

IS GOD MIJN VRIND"
De met dakleer beklede, houten kap wordt gekruid met behulp van een Engels kruiwerk met 42 rollen. De molen is een zogenaamde binnenkruier en wordt gekruid vanaf de kapzolder met zowel een kruihaspel als met een kruilier. Oorspronkelijk was de molen een buitenkruier hetgeen nog te zien is aan het kruispoor buiten op de romp. De kap werd toen gekruid met alleen een staart en een staartrol die langs de molenromp rolde.

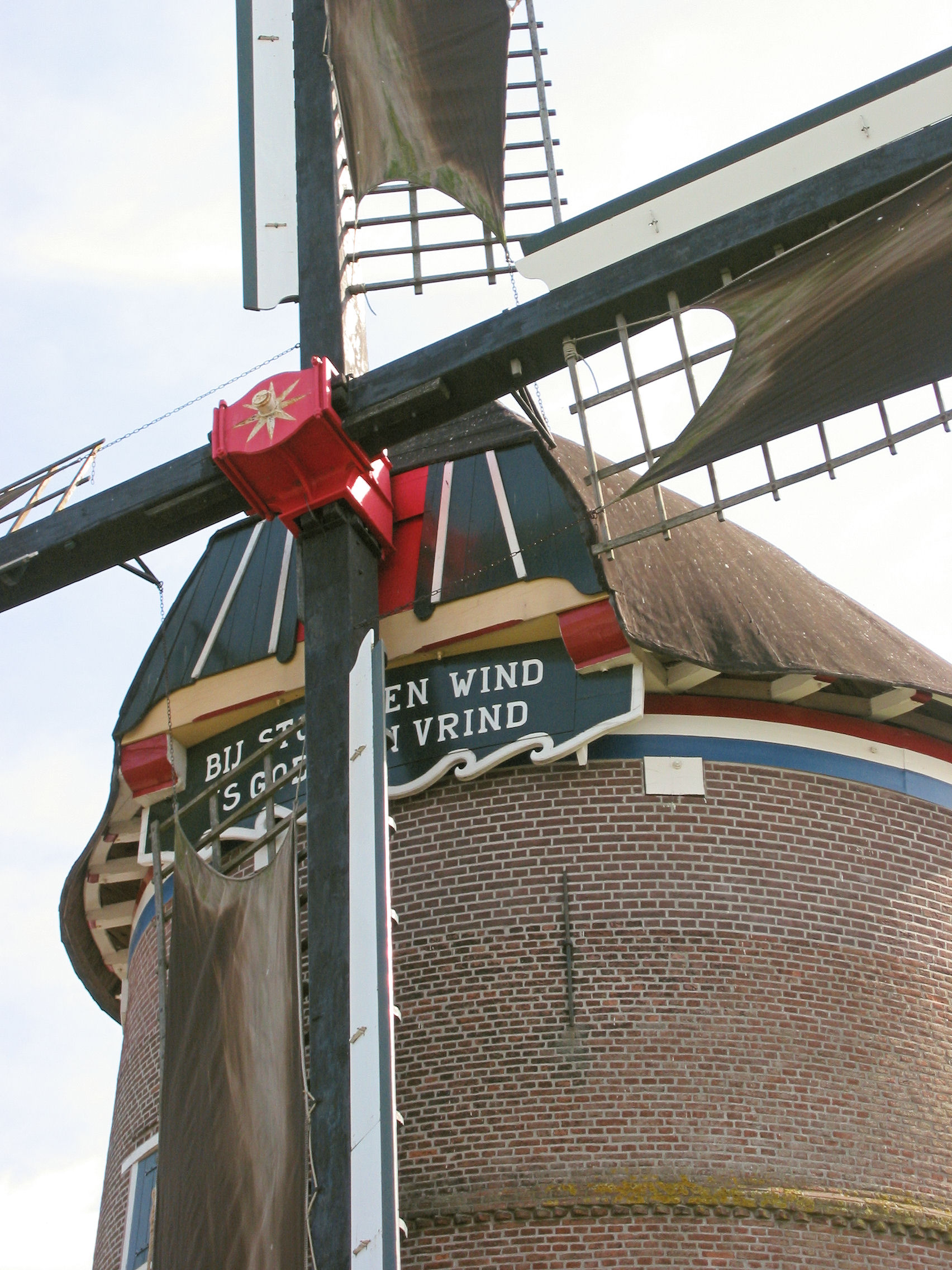
Kap en baard

Het wiekenkruis is Oudhollands. De 6,45 m lange gietijzeren bovenas is van 1869 van de fabrikant de Prins van Oranje.
De molen heeft een Vlaamse vang met trommel en kan zowel met een buiten- als binnenvangtouw gevangen (geremd) worden. Om het bovenwiel zit een ijzeren hoep waar de vangstukken op remmen.
Het graan wordt gemalen met twee koppel maalstenen, die van kunststeen zijn gemaakt. Vroeger waren drie koppelmaalstenen aanwezig. De zakken graan worden opgeluid (opgehesen) met een sleepluiwerk.

## Overbrengingen
- De overbrengingsverhouding is 1 : 5,96 en 1 : 6,84.
- Het bovenwiel heeft 73 kammen en het bovenrondsel heeft 32 staven. De koningsspil draait hierdoor 2,28 keer sneller dan de bovenas. De steek is 12 cm.
- Het spoorwiel heeft 81 kammen en de steenrondsels respectievelijk 31 en 27 staven. De ene steen draait hierdoor 2,61 keer sneller dan de koningsspil en 5,96 keer sneller dan de bovenas. De andere steen draait hierdoor 3 keer sneller dan de koningsspil en 7,84 keer sneller dan de bovenas. De steek van de steenrondsels is 10 cm.

## Restauraties
In 1939 en 1940 werd een omvangrijke restauratie uitgevoerd en werd er een gestroomlijnd wiekenkruis met van Busselneuzen aangebracht. Tevens werd op voordracht van jhr. mr. van Rijckevorsel, toenmalig bestuurslid van de Vereniging de Hollandse Molen, de huidige spreuk op de voorbaard aangebracht.
In 1949 is het houten rollenkruiwerk vervangen door een Engels rollenkruiwerk. In 1963 werd o.a. het hout van het wiekenkruis vervangen door een Oudhollands gevlucht nu zonder van Busselneuzen en werden de maalstenen vervangen door nieuwe gatenkunststenen. Door tegenvallende resultaten werden de gaten in 1989 opgevuld. In 1973/1974 werden de roeden wegens metaalmoeheid vervangen door nieuwe.
Door de januaristorm in 1976 sloeg door het breken van de kruikabel de molen op hol. Uiteindelijk kreeg men de molen weer in bedwang doordat enkele personen op de vangbalk gingen zitten. De kammen van het bovenwiel waren gebroken, de maalstenen ontzet, schade aan kap en wiekenkruis en de koningsspil was afgedraaid, waardoor deze vervangen moest worden. De totale schade bedroeg 10.000 gulden.
In maart 1990 werd begonnen met de laatste grote restauratie. Doordat de molen naar het westen door het deels afgraven van de belt scheef gezakt was, moest het metselwerk gerepareerd worden. De bovenste meter van de romp werd opnieuw gemetseld. De kosten van deze restauratie bedroegen 287.872,32 gulden.

## Eigenaren
- 1614 - 1645 Philips Theodoor van Waldeck
- 1645 - 1700 ?
- 1700 - 1733 Willem Frederik van Saksen-Hilburghausen
- 1733 - 1769 Otto Roeleman Frederik graaf van Byland
- 1769 - .... Willem Hendrik graaf van Quadt
- .... - 1794 Otto graaf van Quadt
- 1794 - 1810 Gelders kwartier van Nijmegen
- 1810 - 1815 Dirck Roelofs en Grietje Florestein, tevens molenaar
- 1815 - 1816 E. van 't Loo, tevens molenaar
- 1816 - 1866 C. van Florestein, tevens molenaar
- 1866 - 1879 D.C. Boon, tevens molenaar
- 1879 - 1917 A. van Harn, tevens molenaar
- 1917 - 1933 E.C.L. van Harn - van Beusekom, tevens molenaar
- 1933 - 1962 G. van Harn, tevens molenaar
- 1962 - 1976 A. van Harn, tevens molenaar
- 1976 - 2002 J.C. van Harn - van den Brink, tevens molenaar
- 2002 - heden Gebr. G. en A.J. van Harn

## Fotogalerij

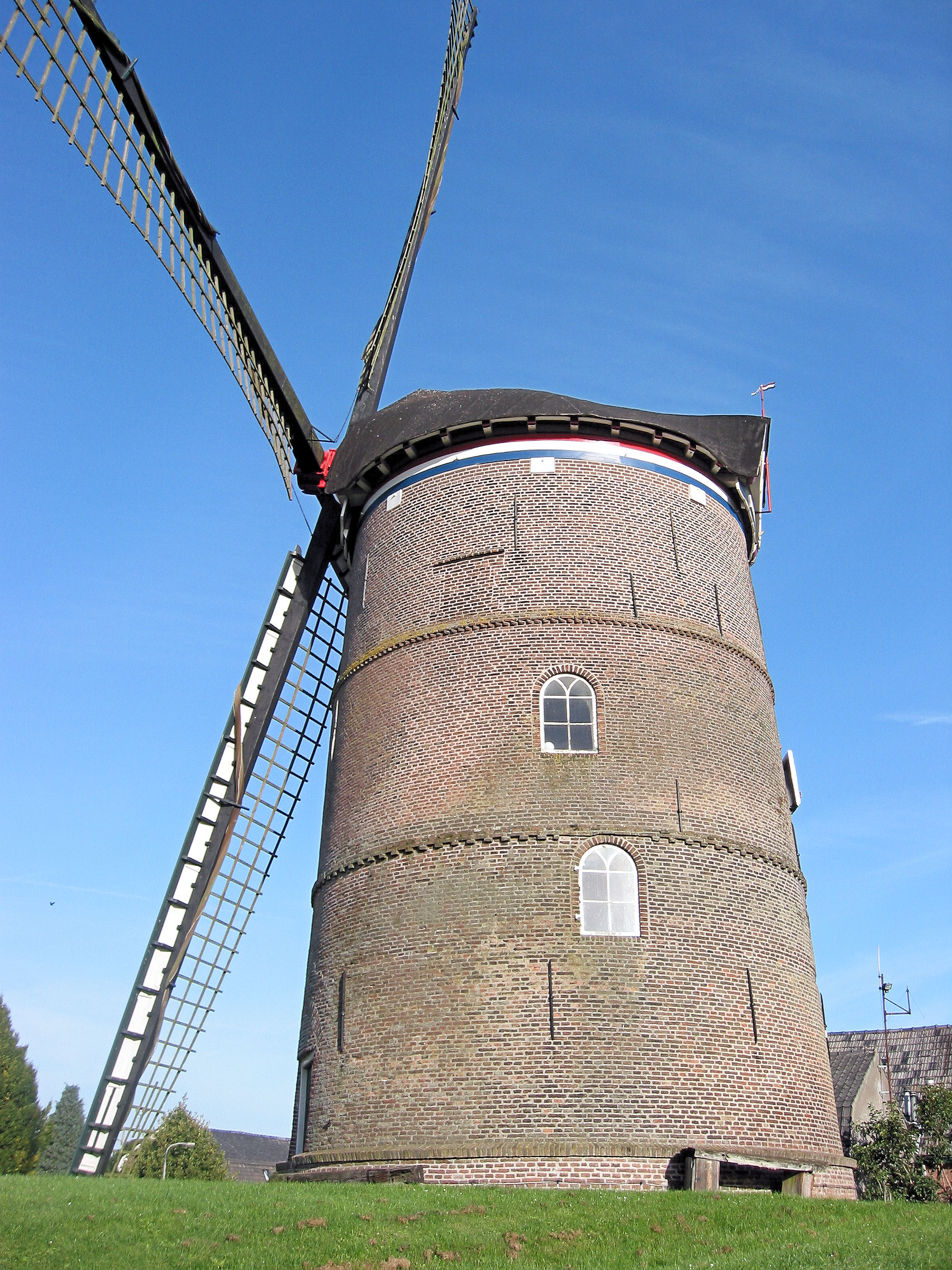
Zuidkant
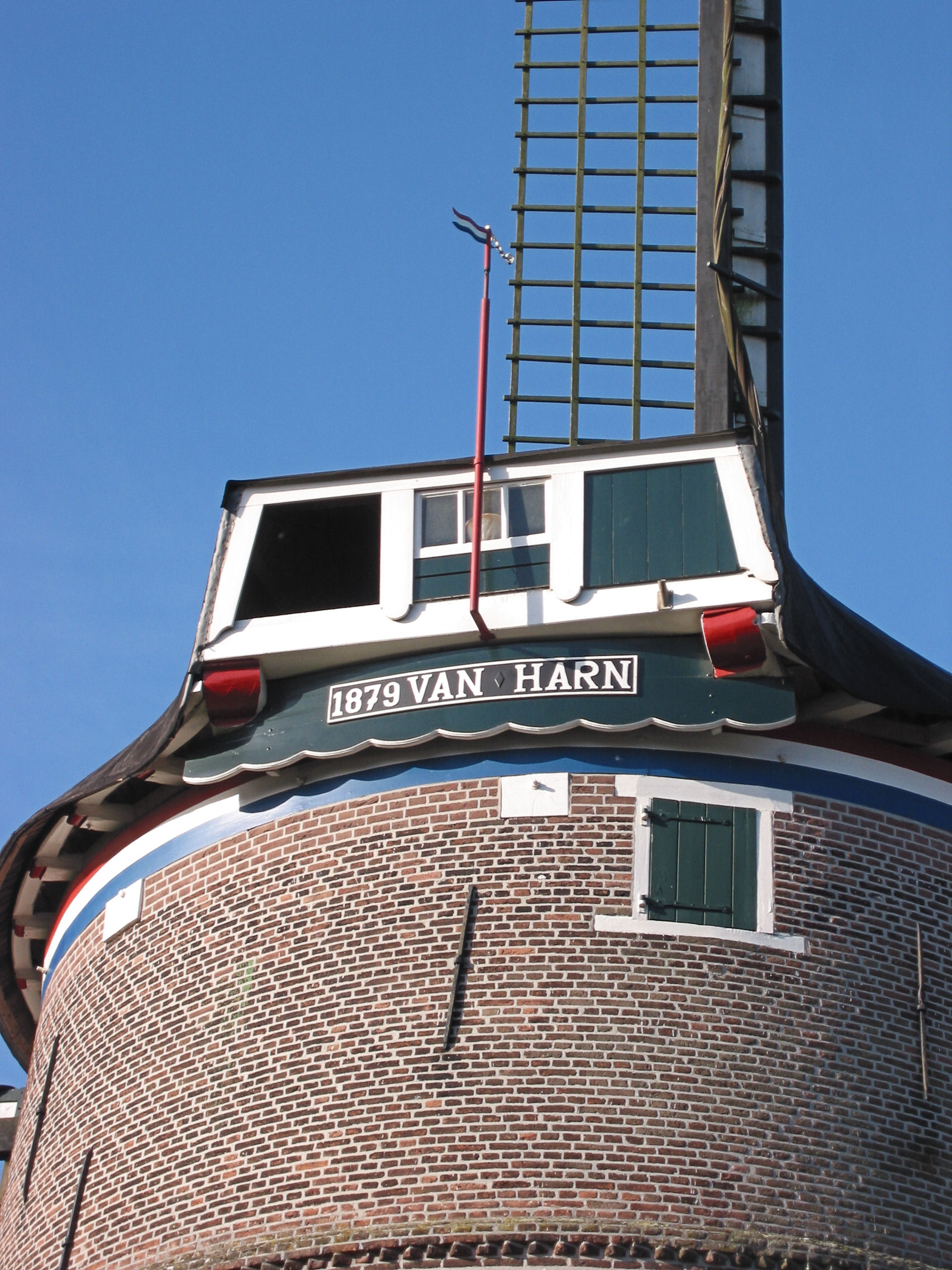
Achterkeuvelens
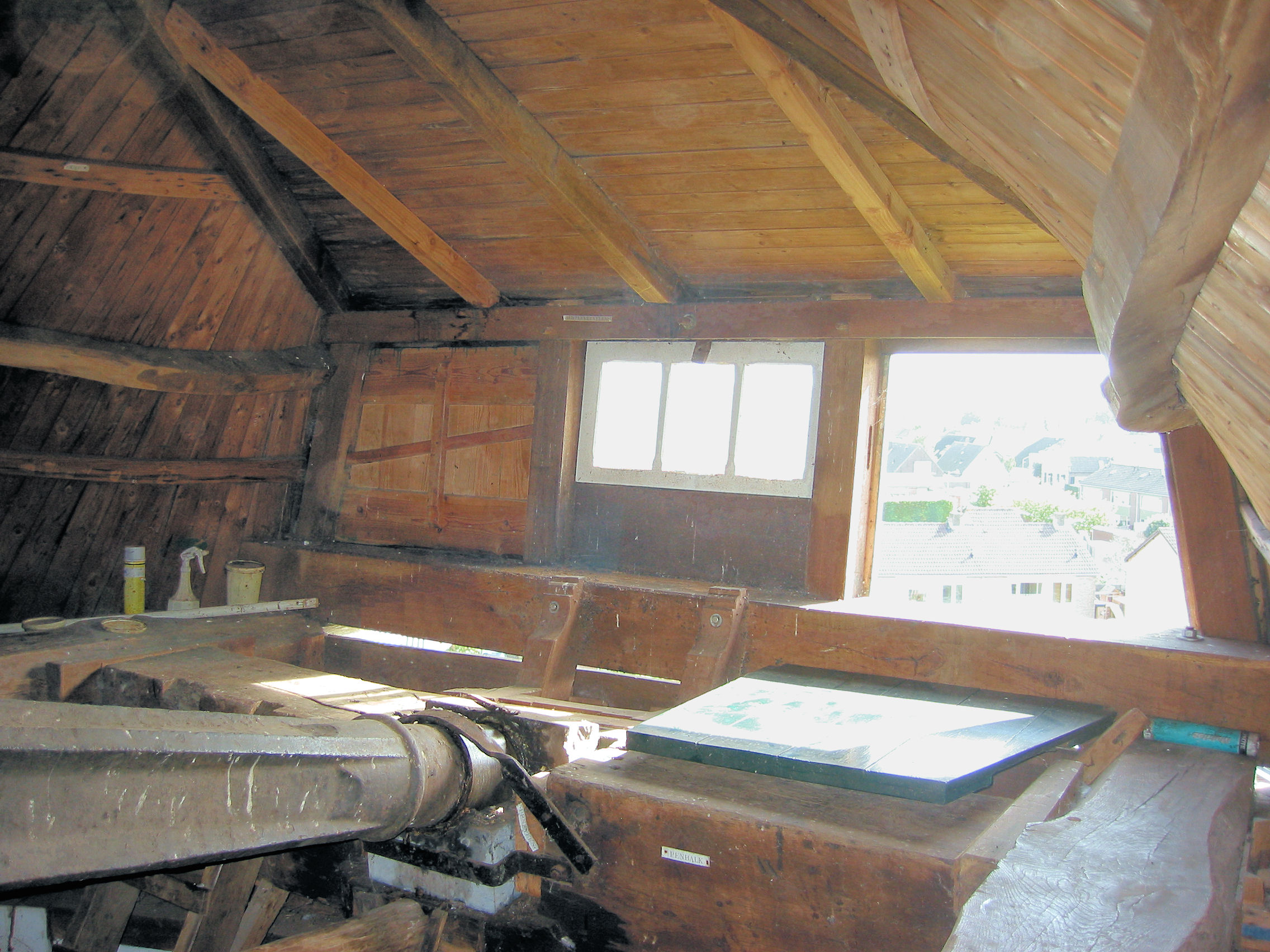
Binnenkap met achterkeuvelens
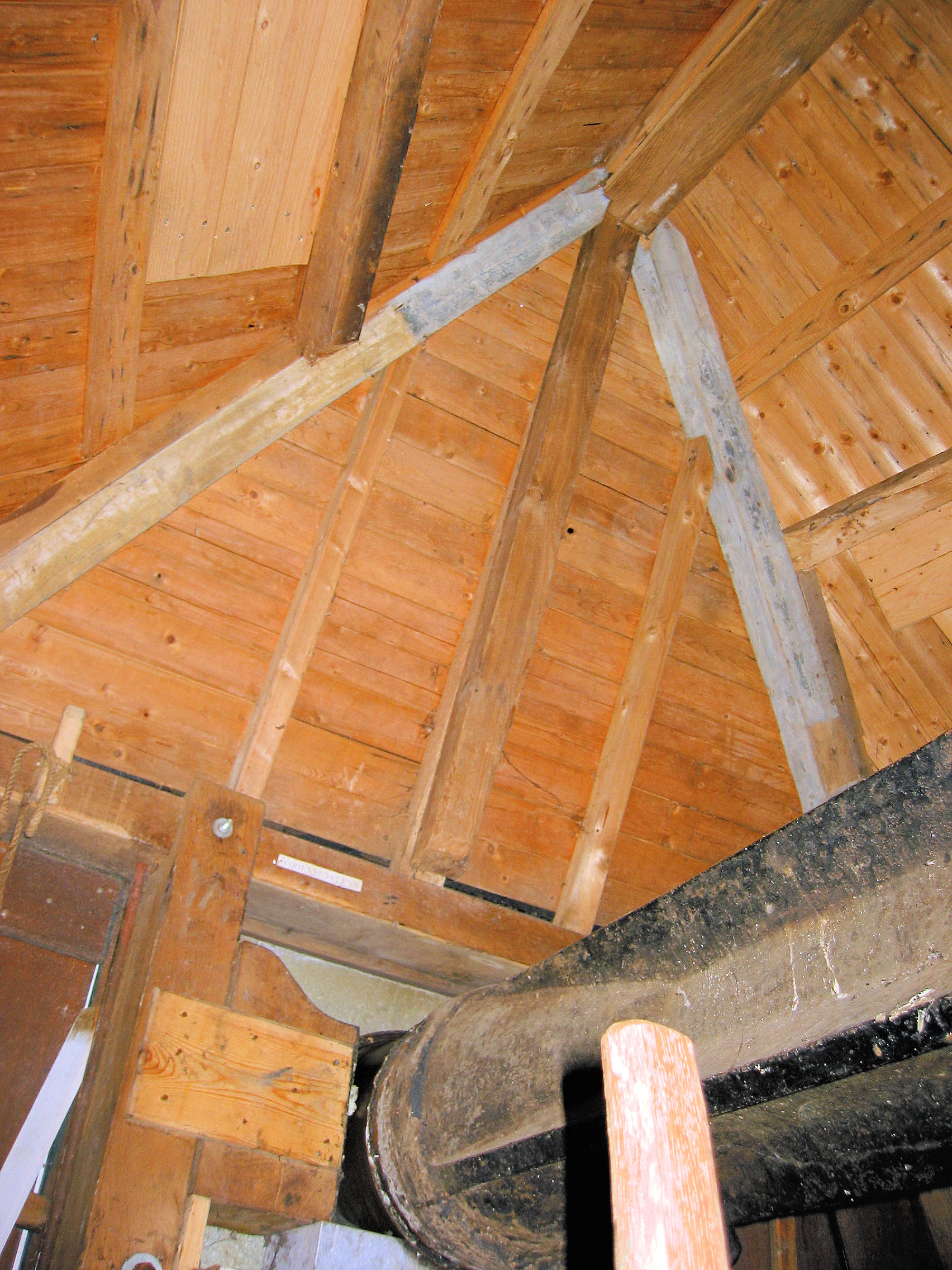
Binnenkap met voorkeuvelens
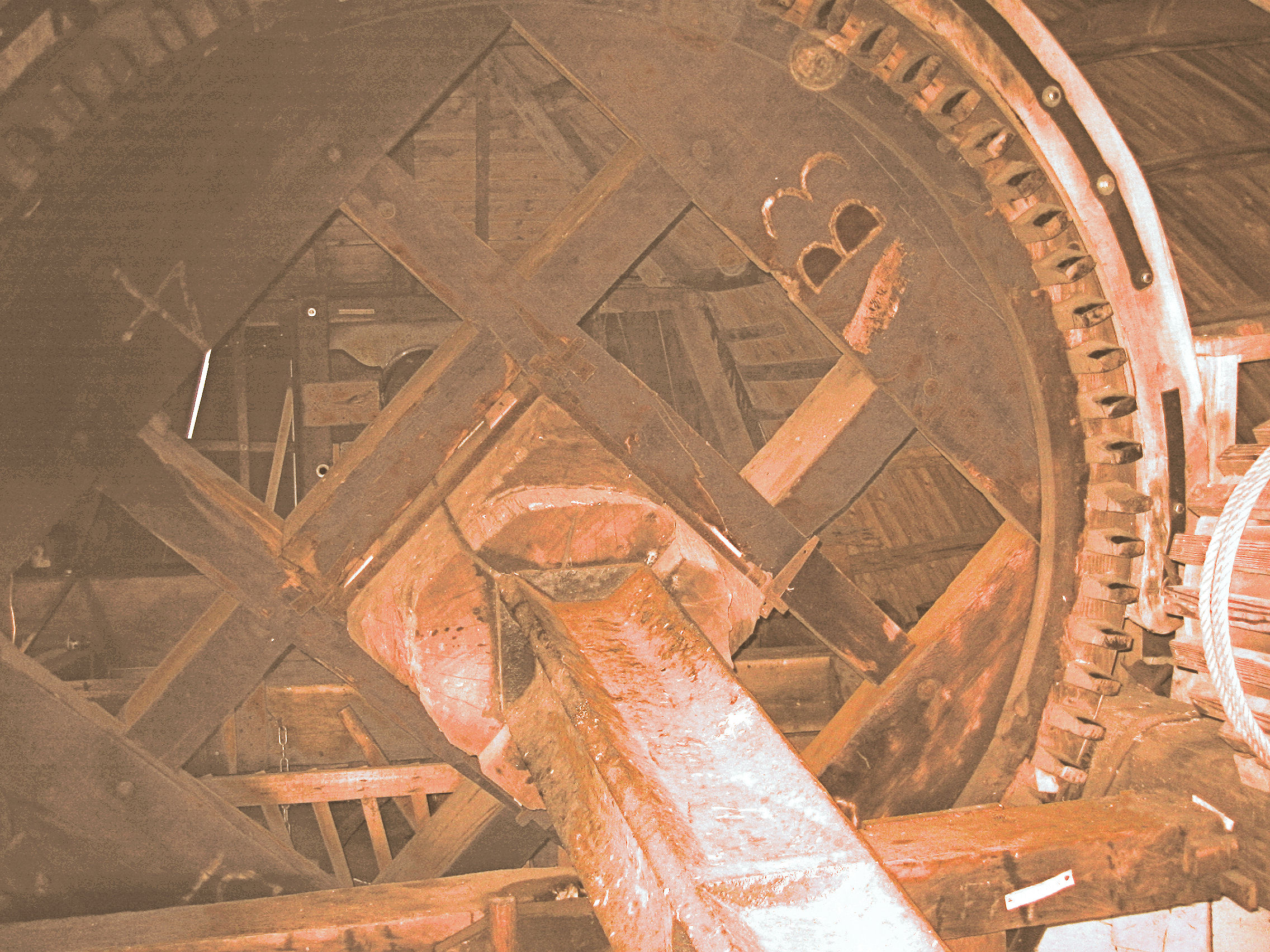
Bovenwiel
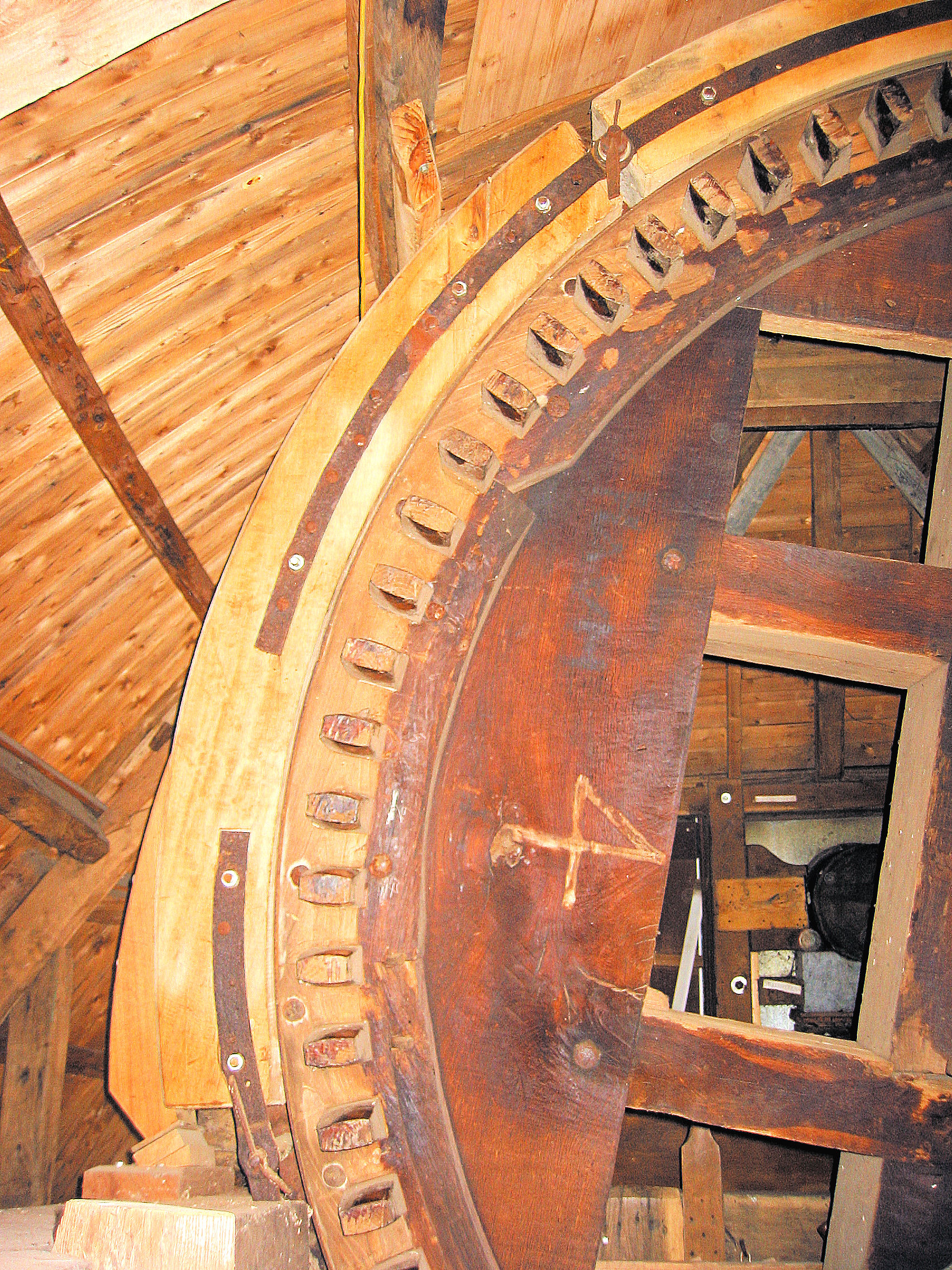
Bovenwiel met rust
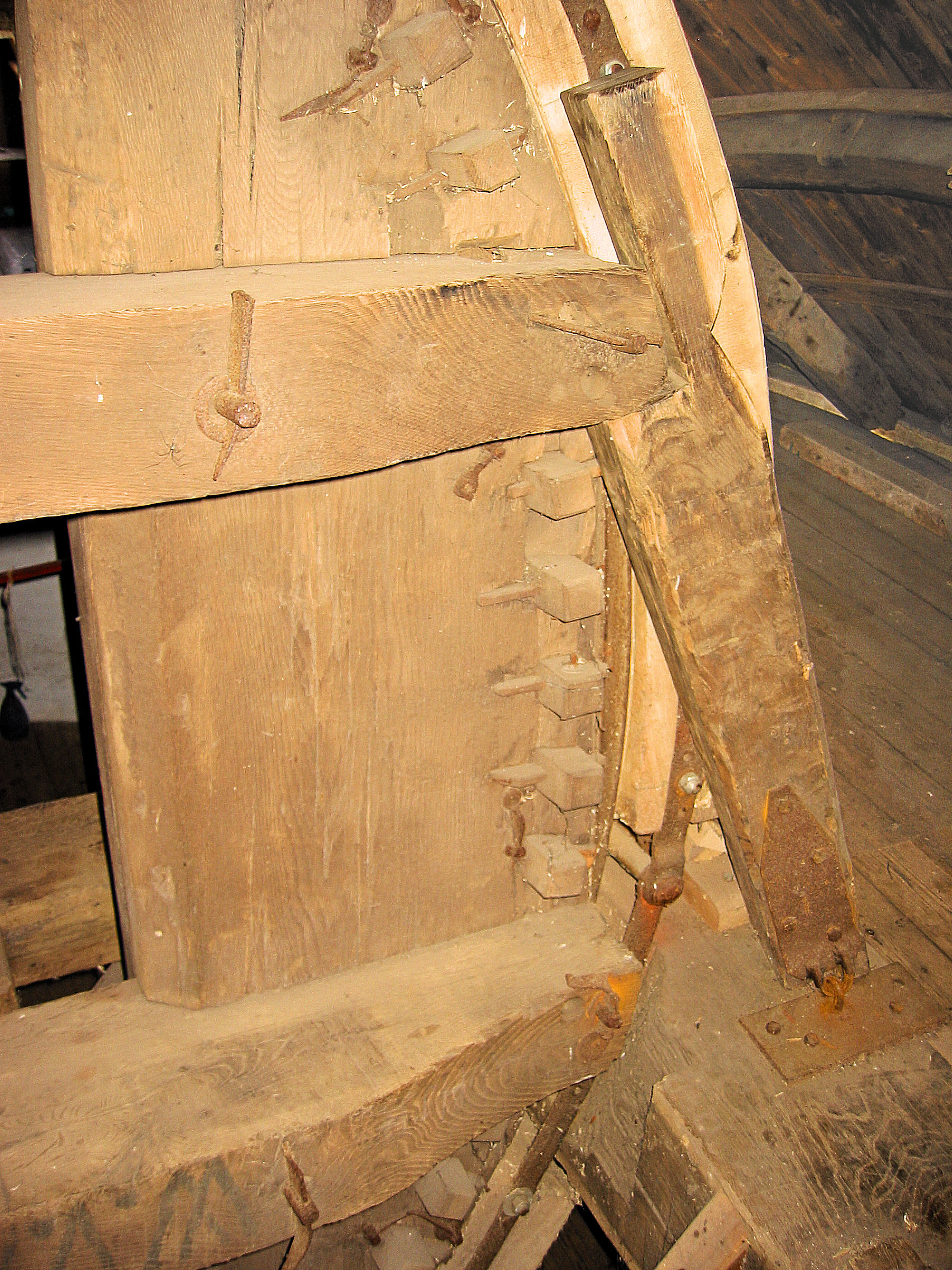
Achterkant bovenwiel met stut
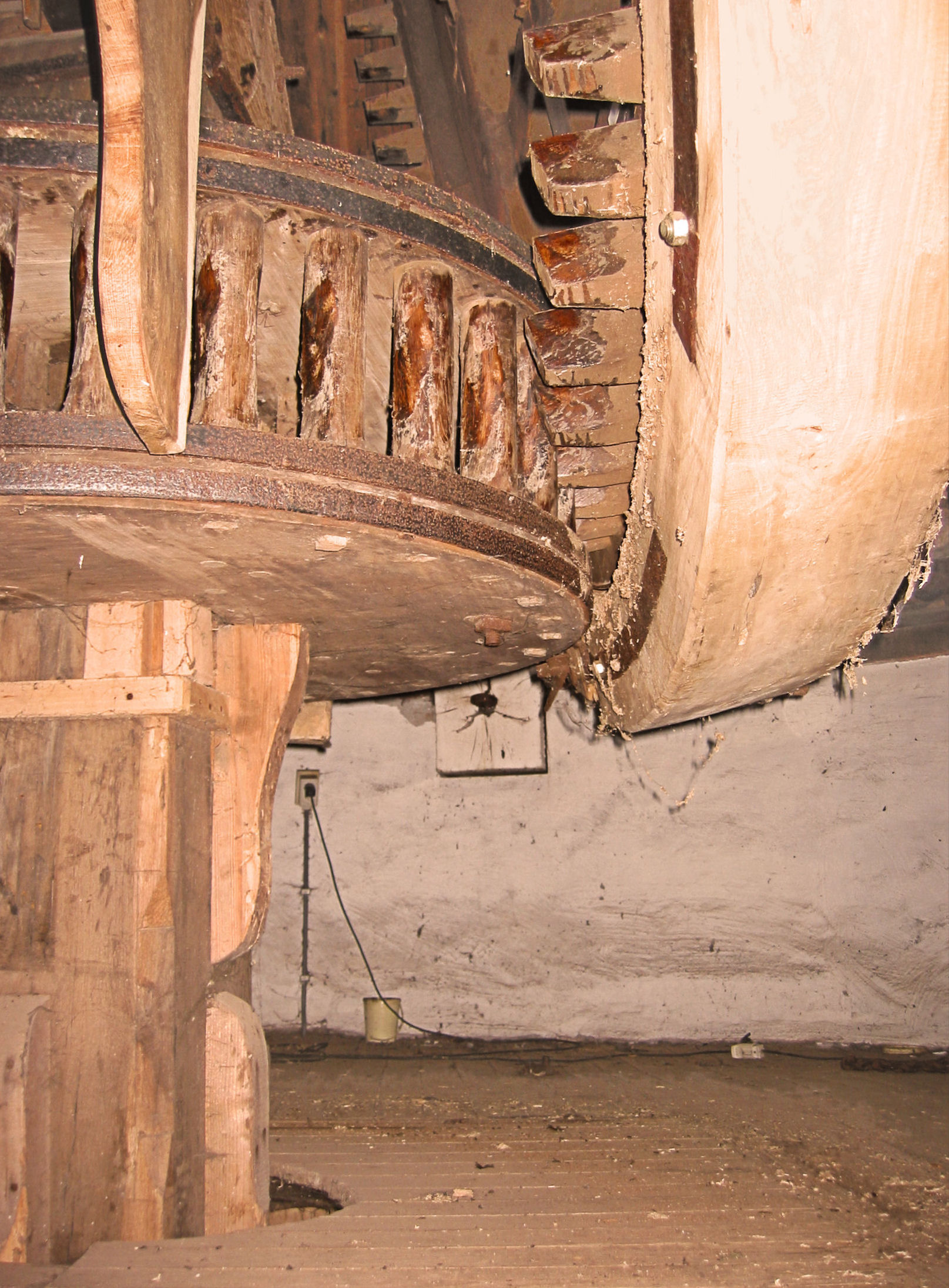
Bovenrondsel
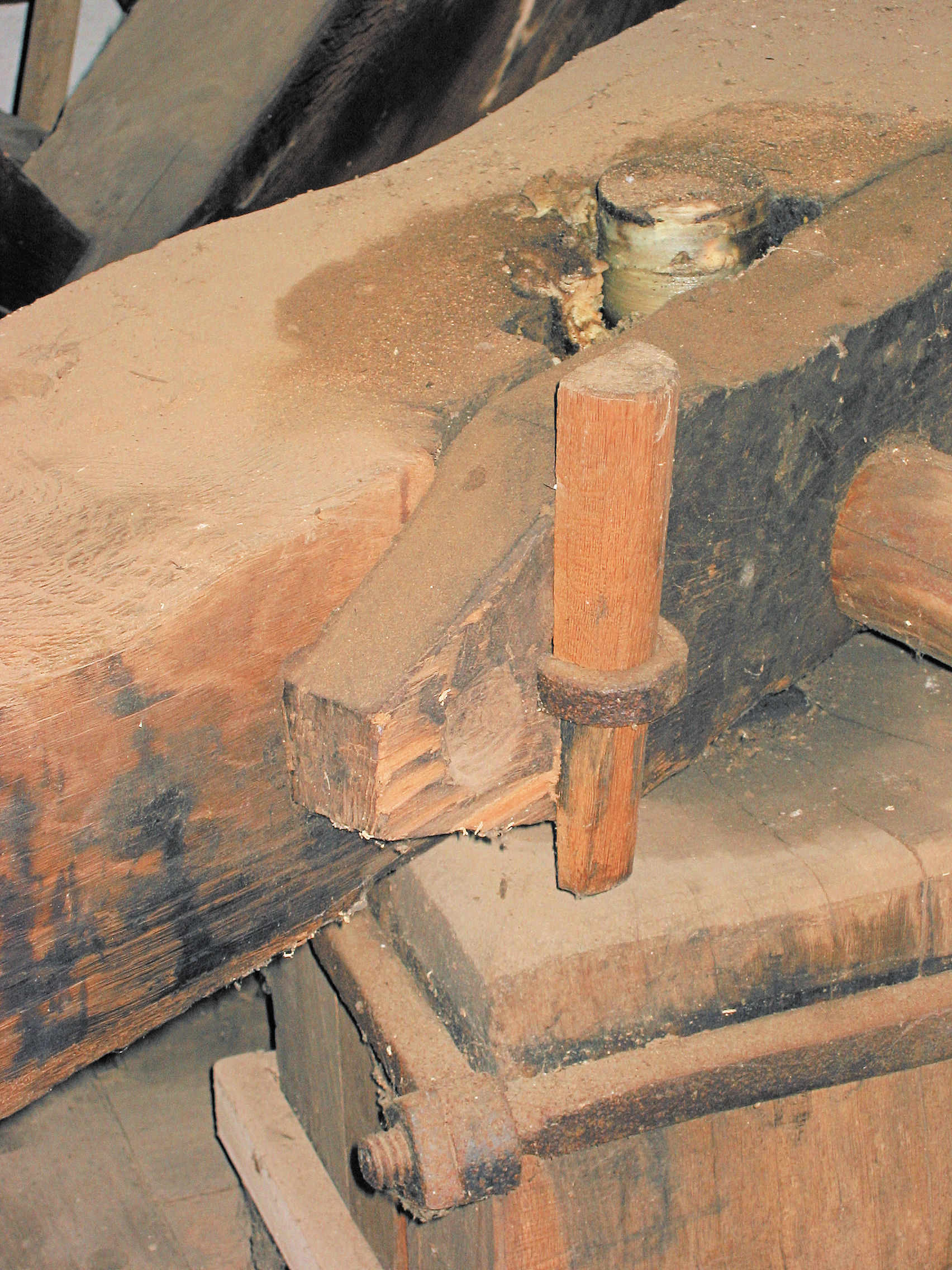
Busdeur
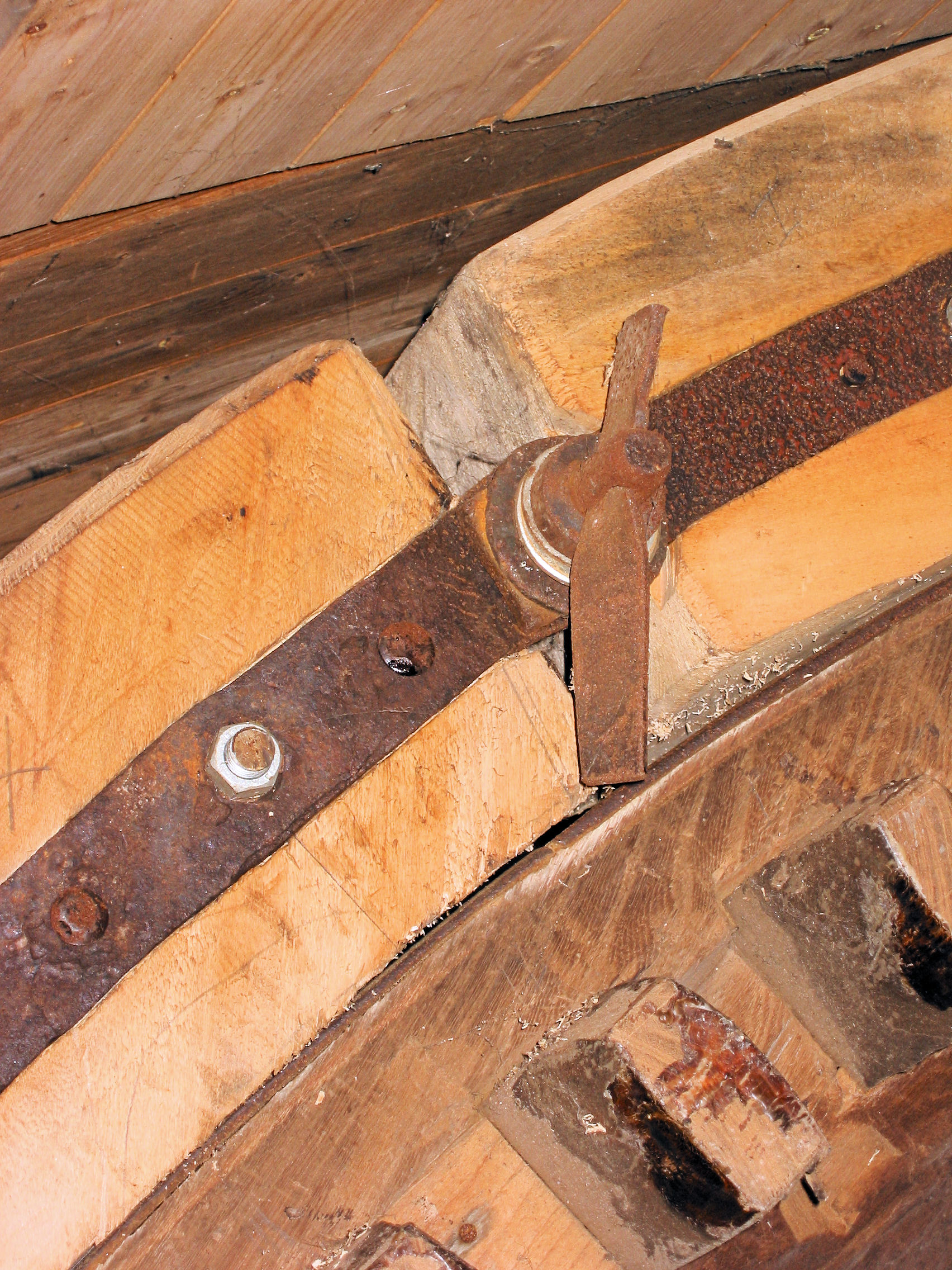
Scharnier tussen twee vangstukken
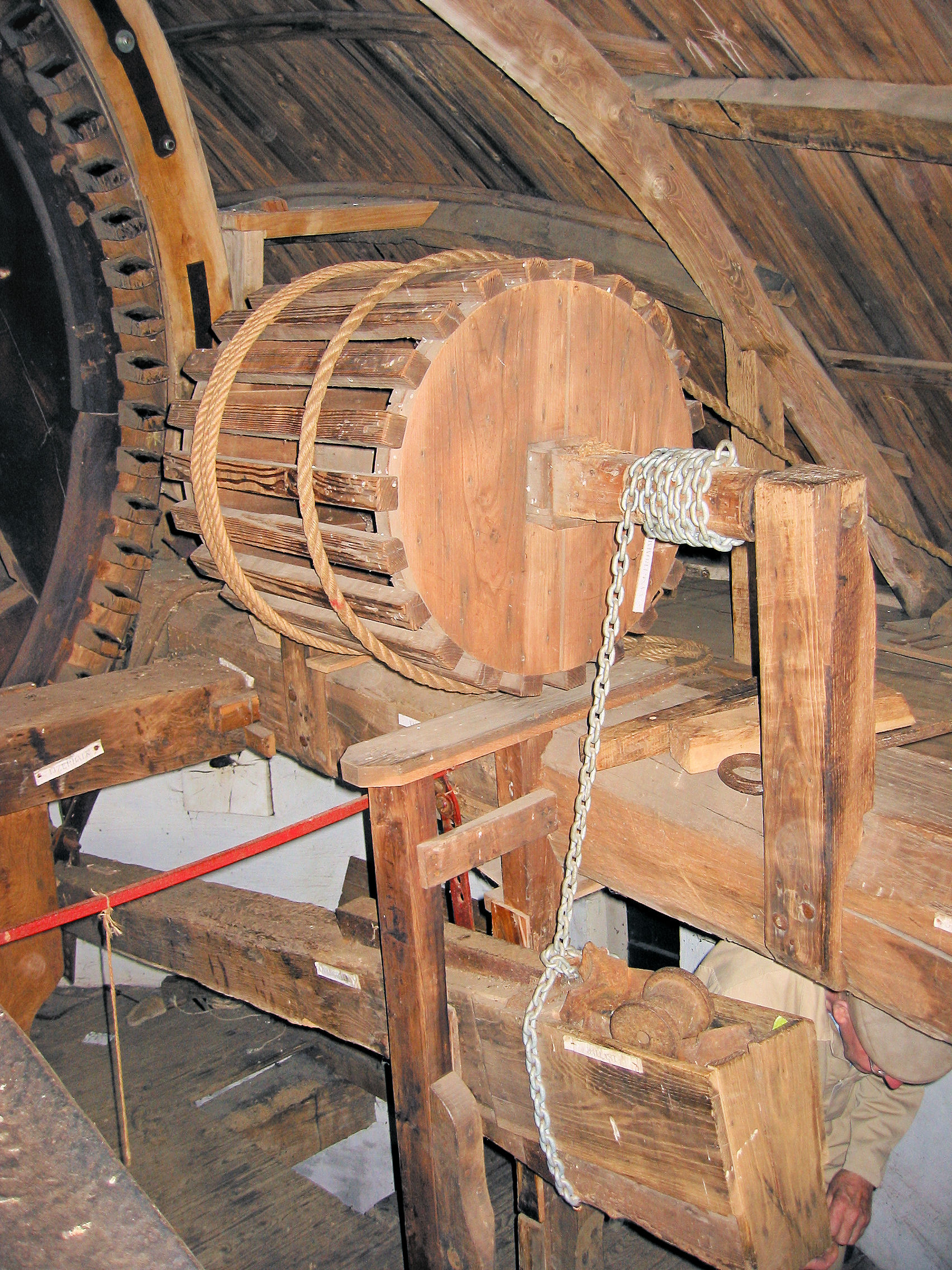
Vangtrommel met vangbalk
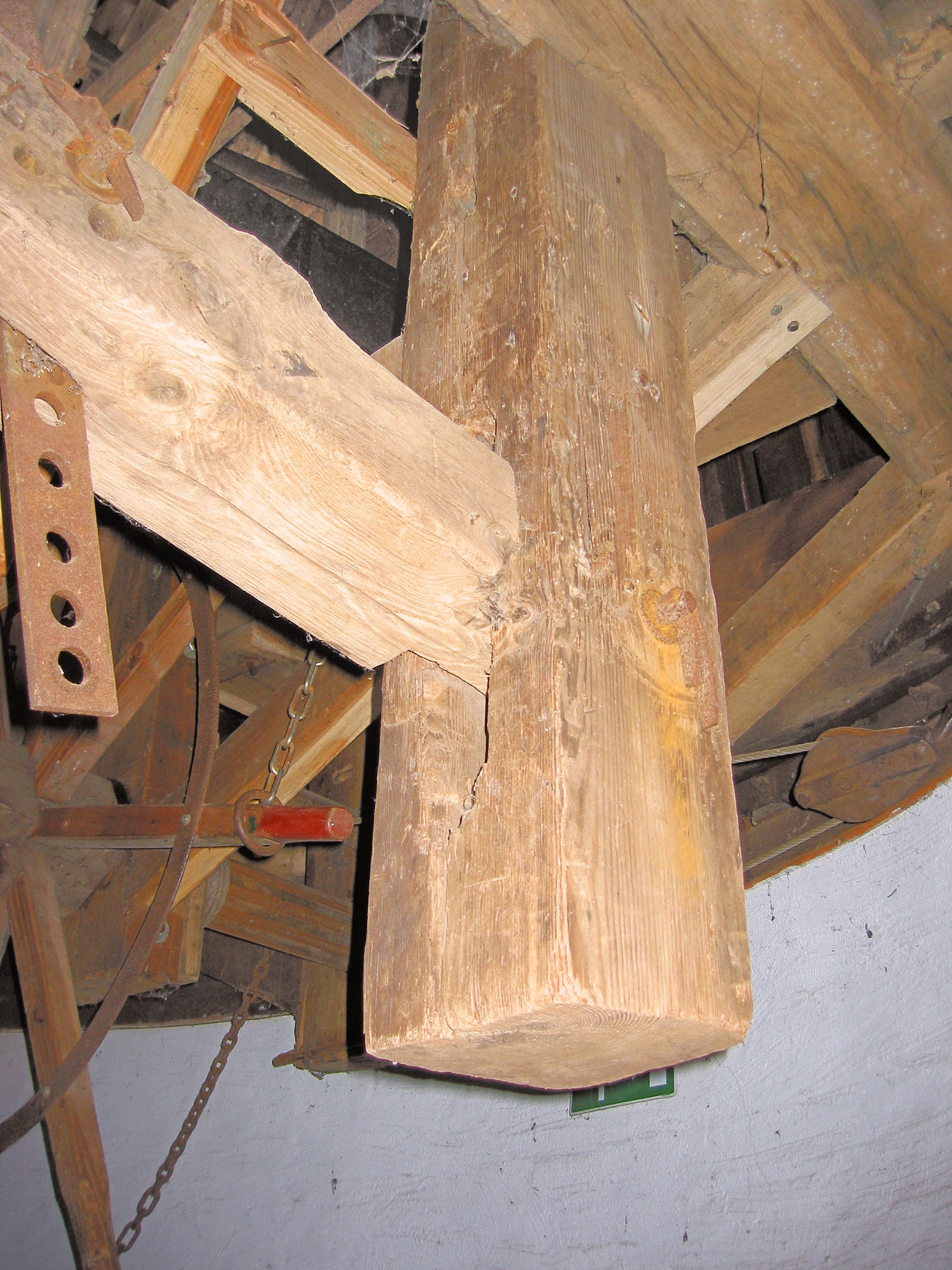
vangbalk en ezel
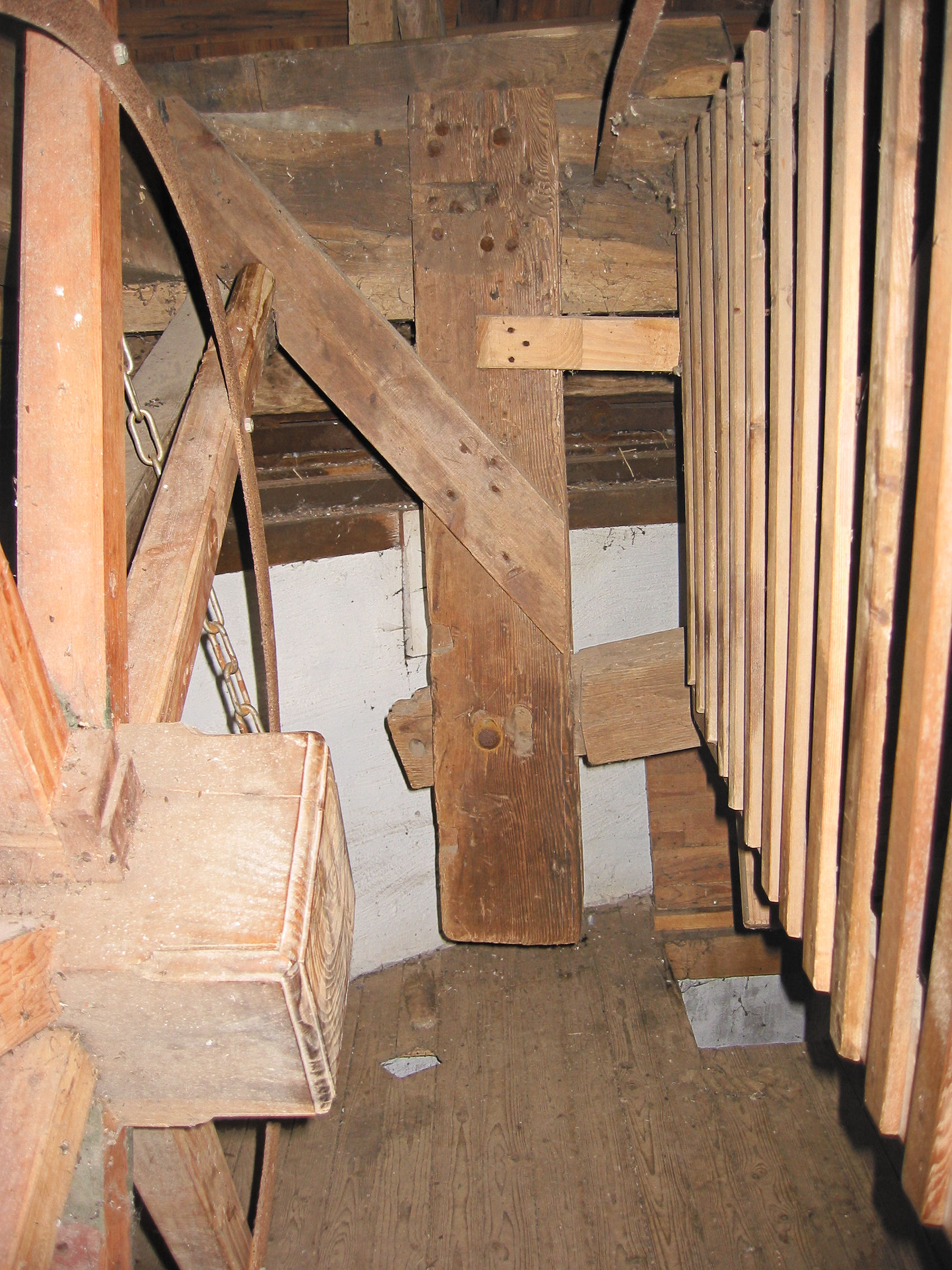
Ezel en binnenkruihaspel
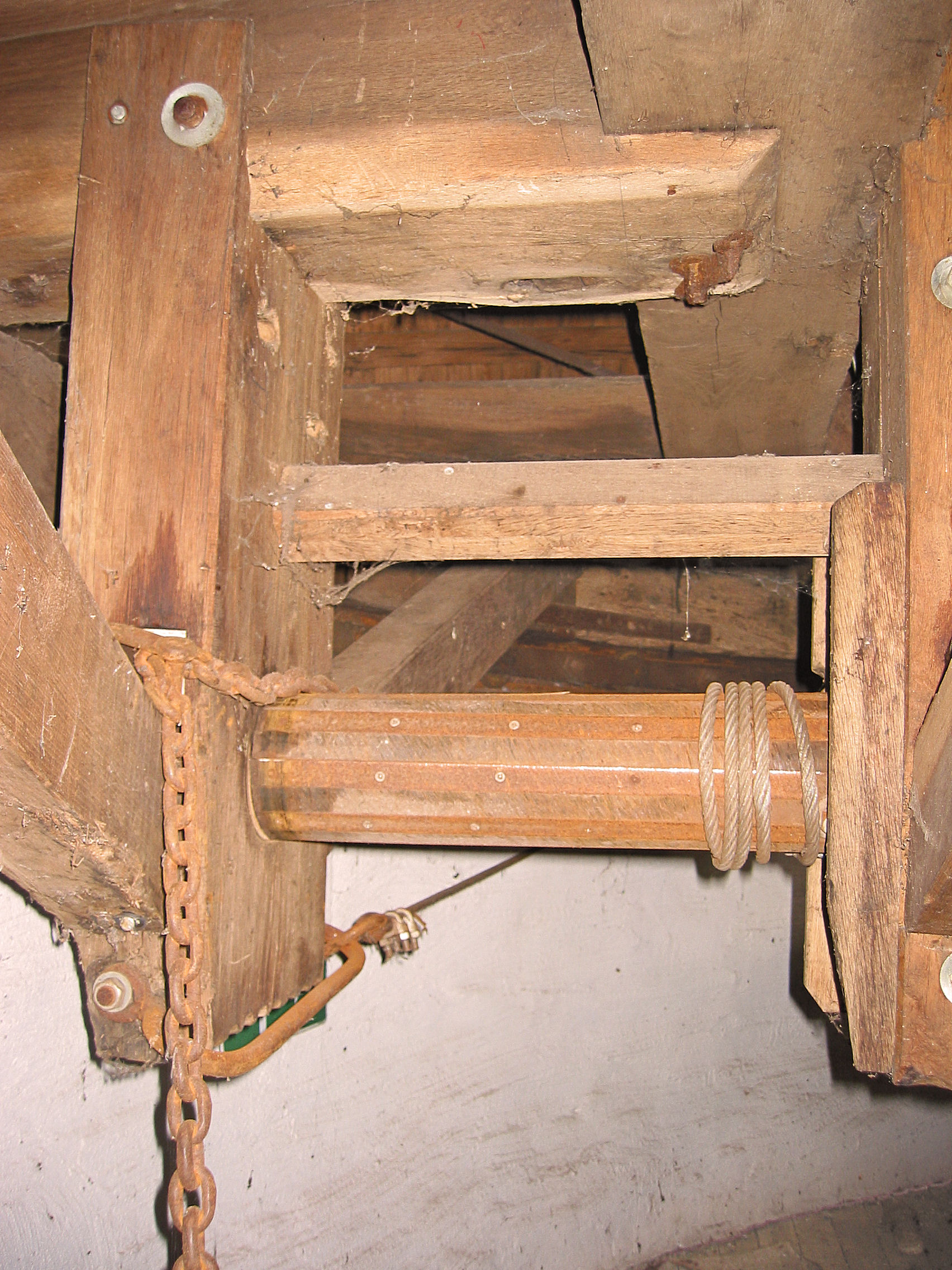
Binnenkruihaspel
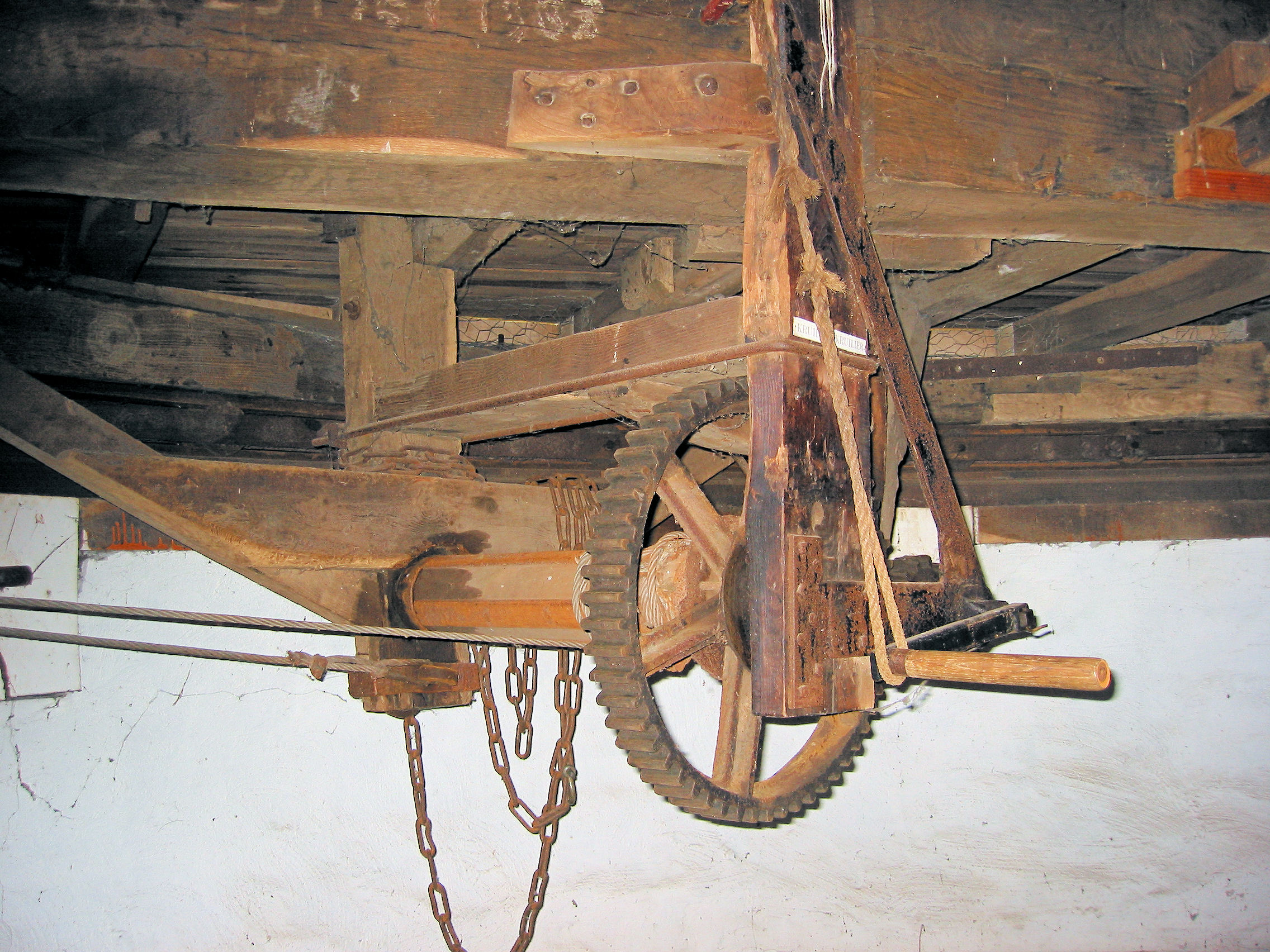
Kruilier
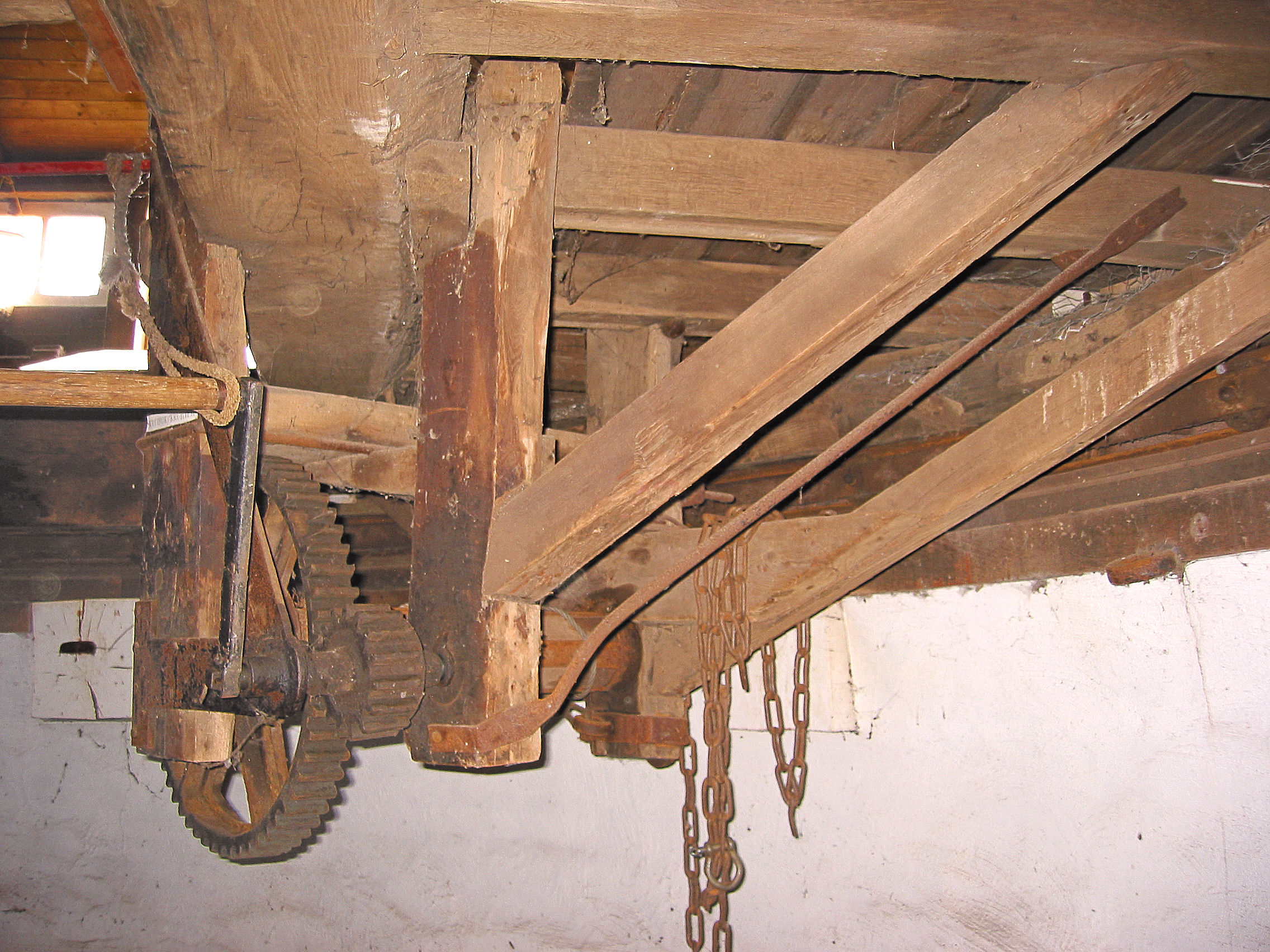
Kruilier
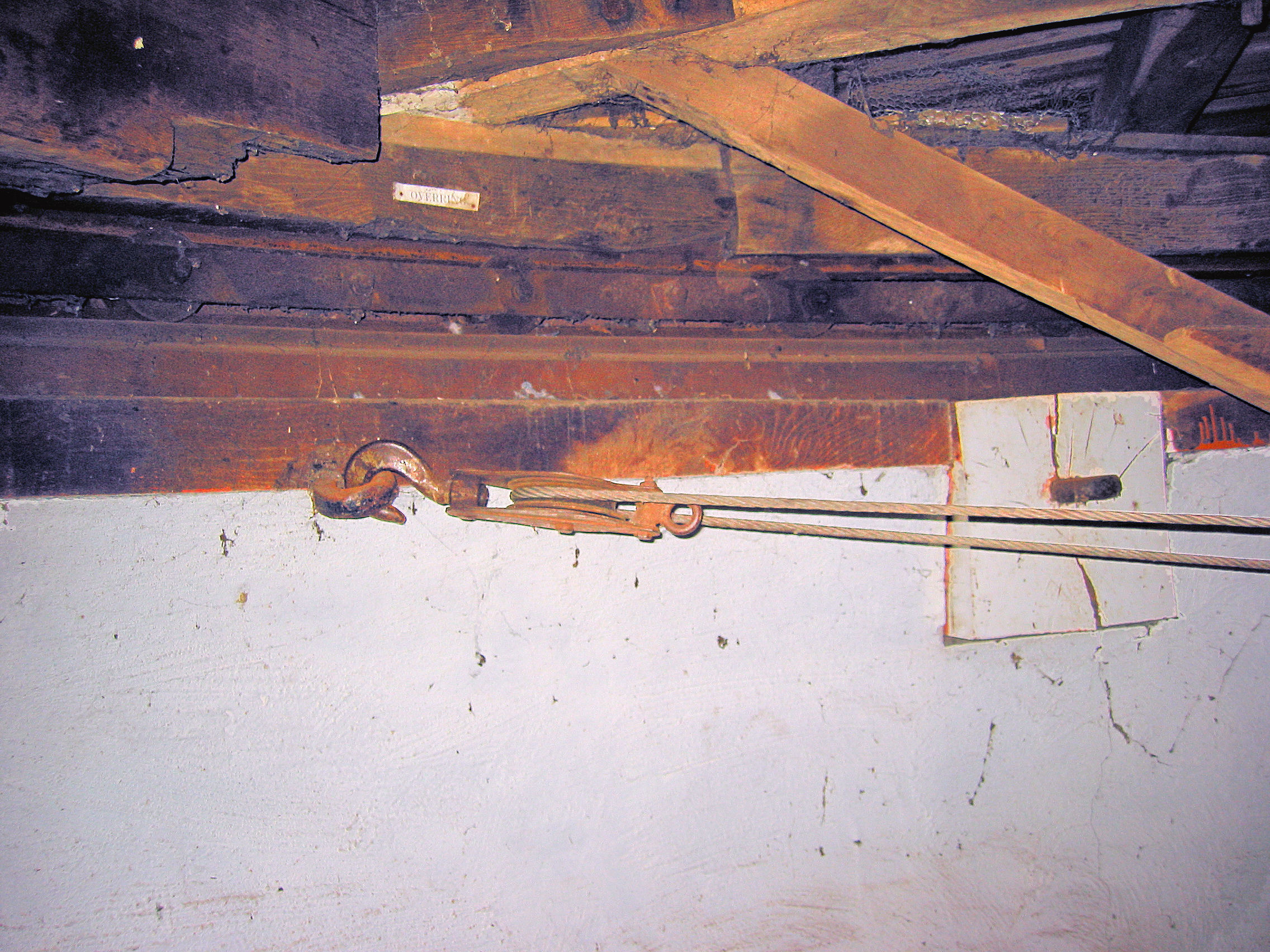
Kruikrammen
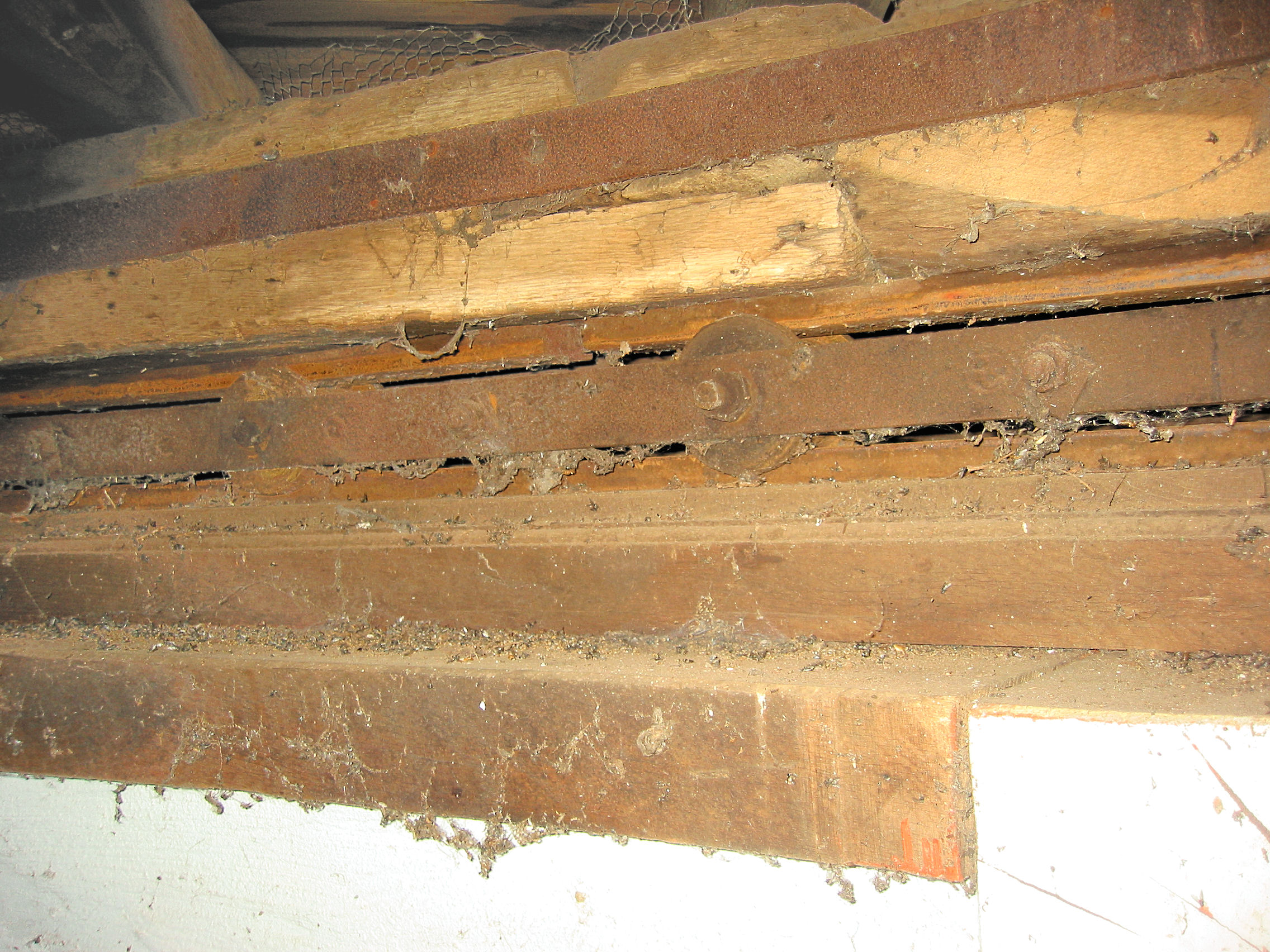
Engels kruiwerk
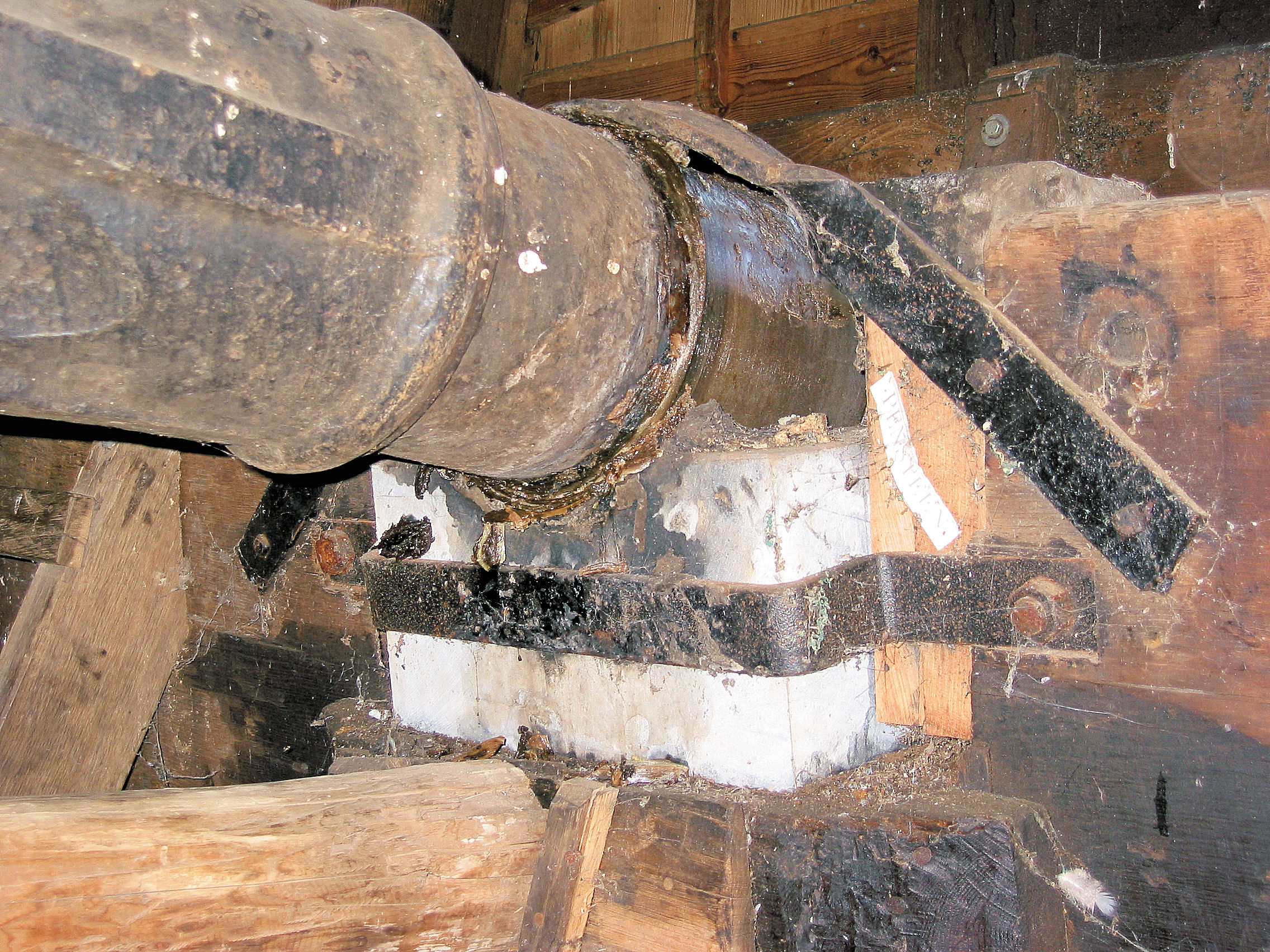
Penlager op penbalk
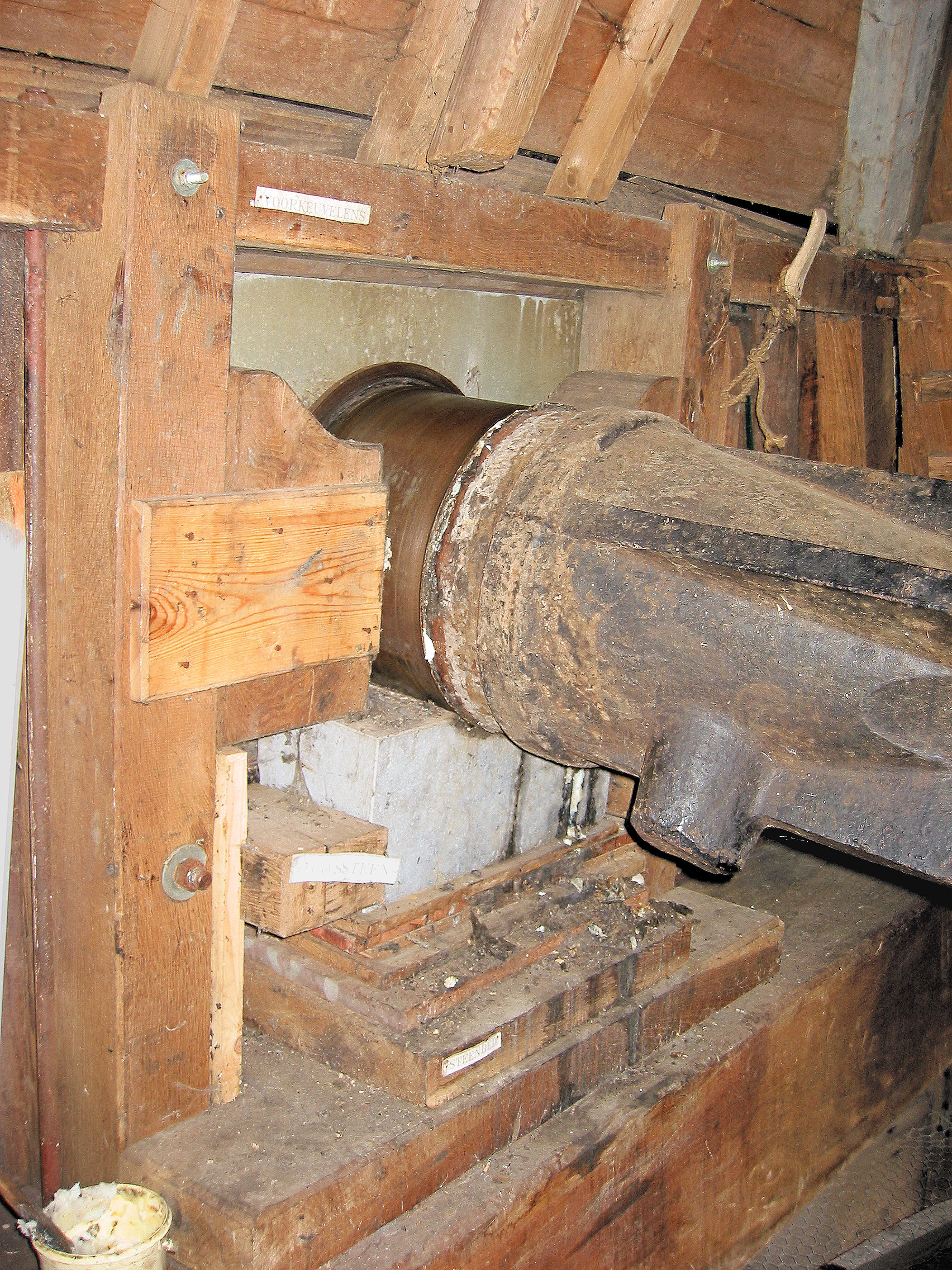
Halslager met steenbed
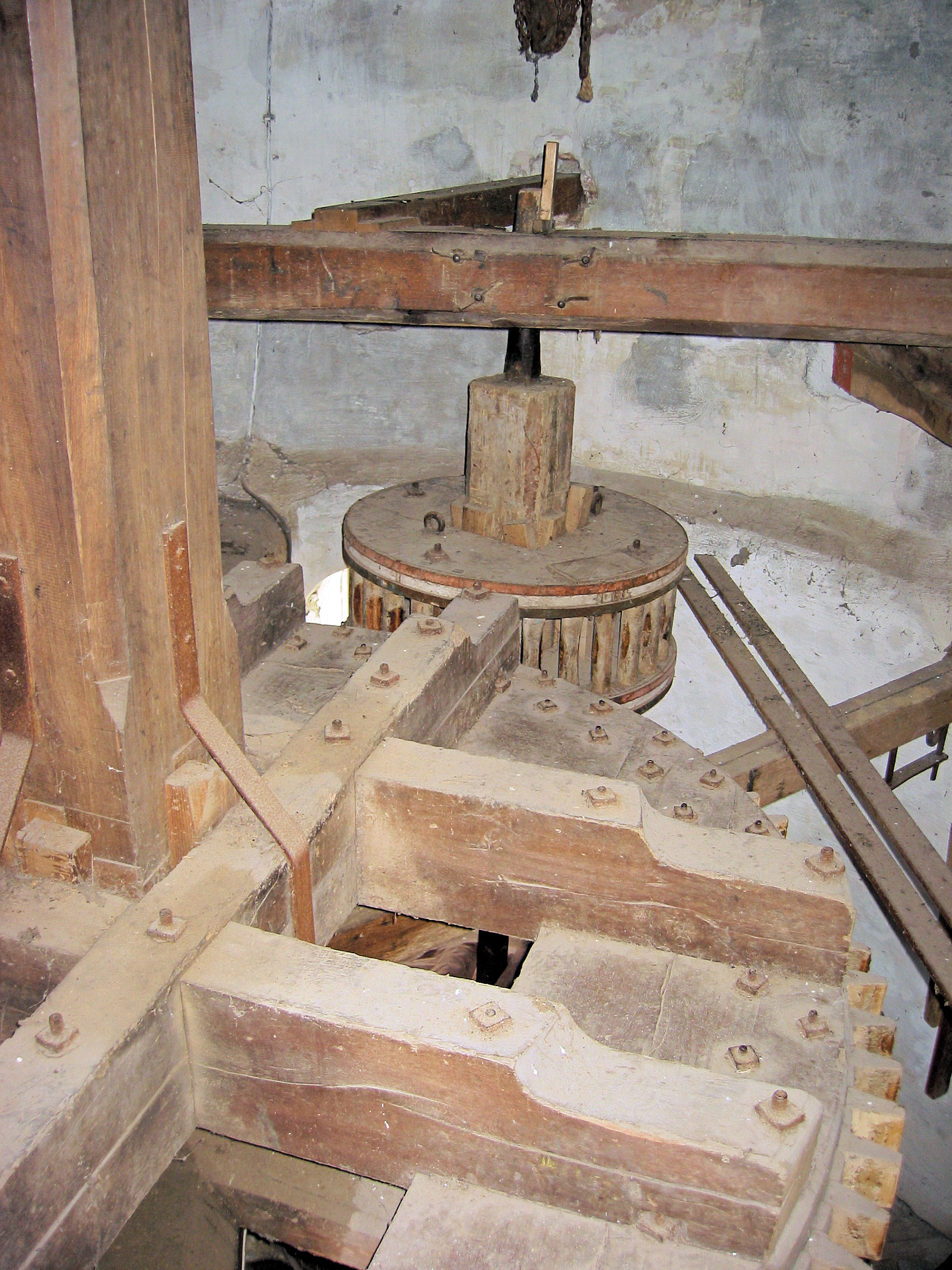
Spoorwiel en steenrondsel
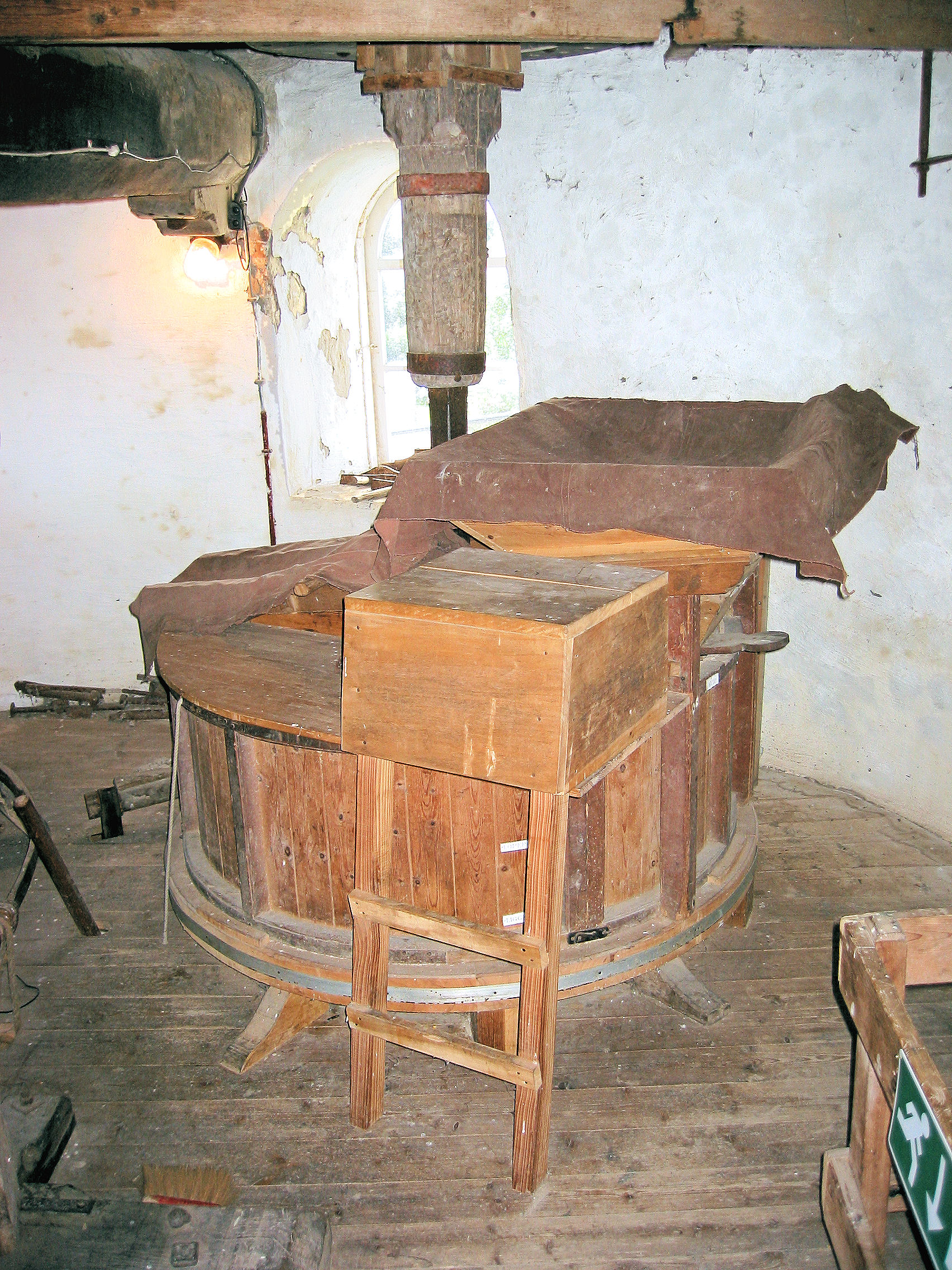
Maalstoel
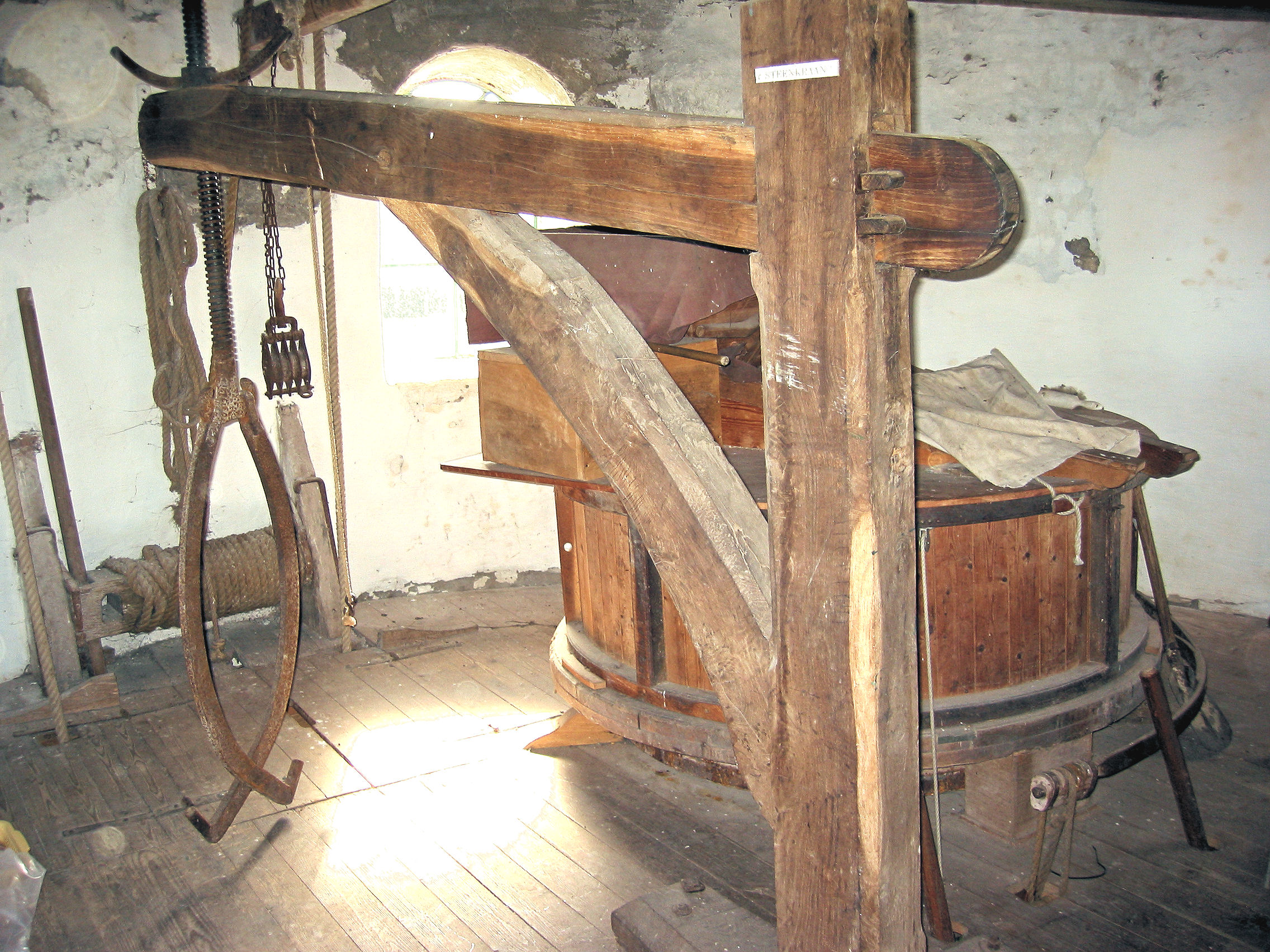
Steenkraan met tweede maalstoel
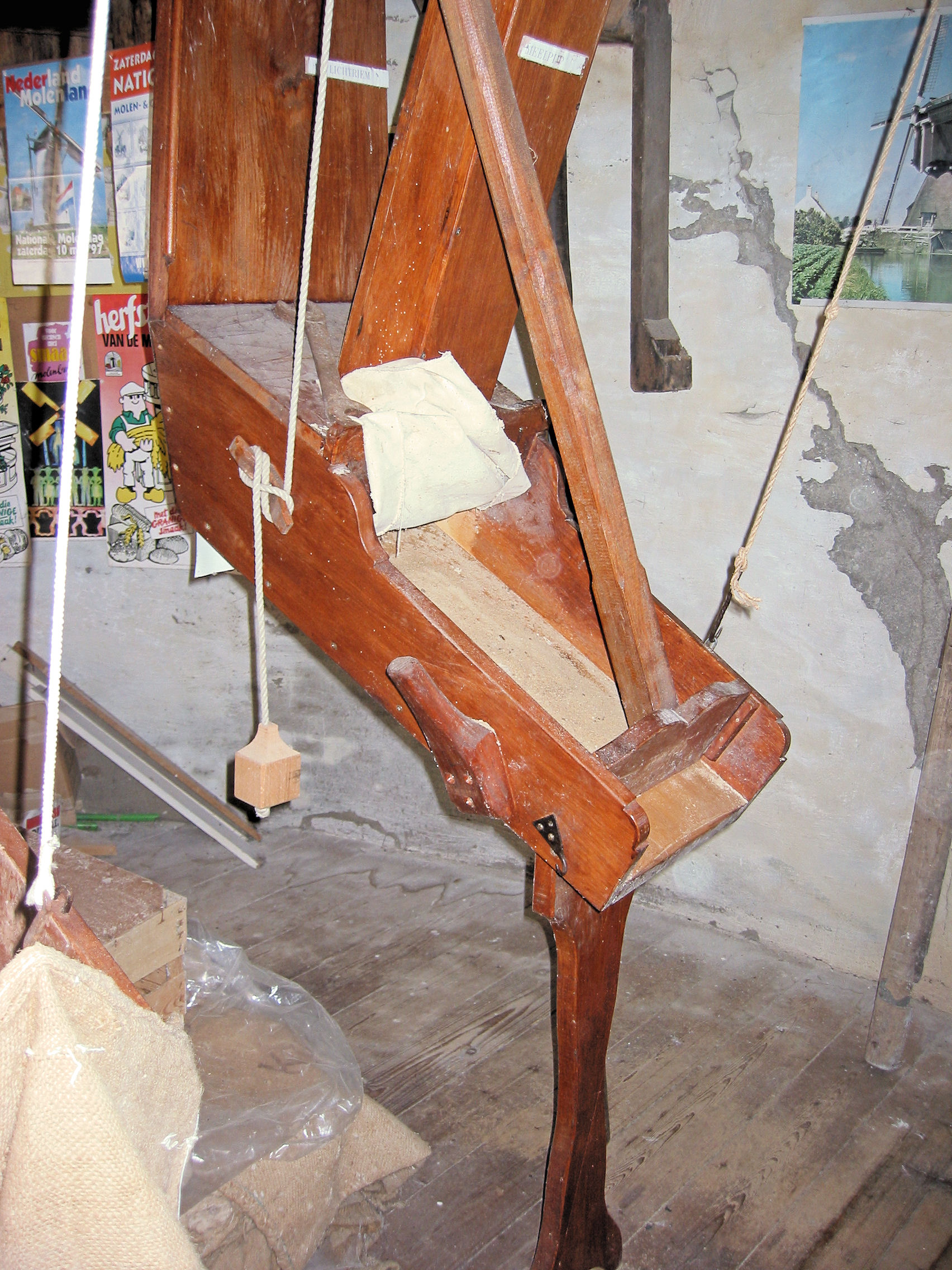
Meelpijp
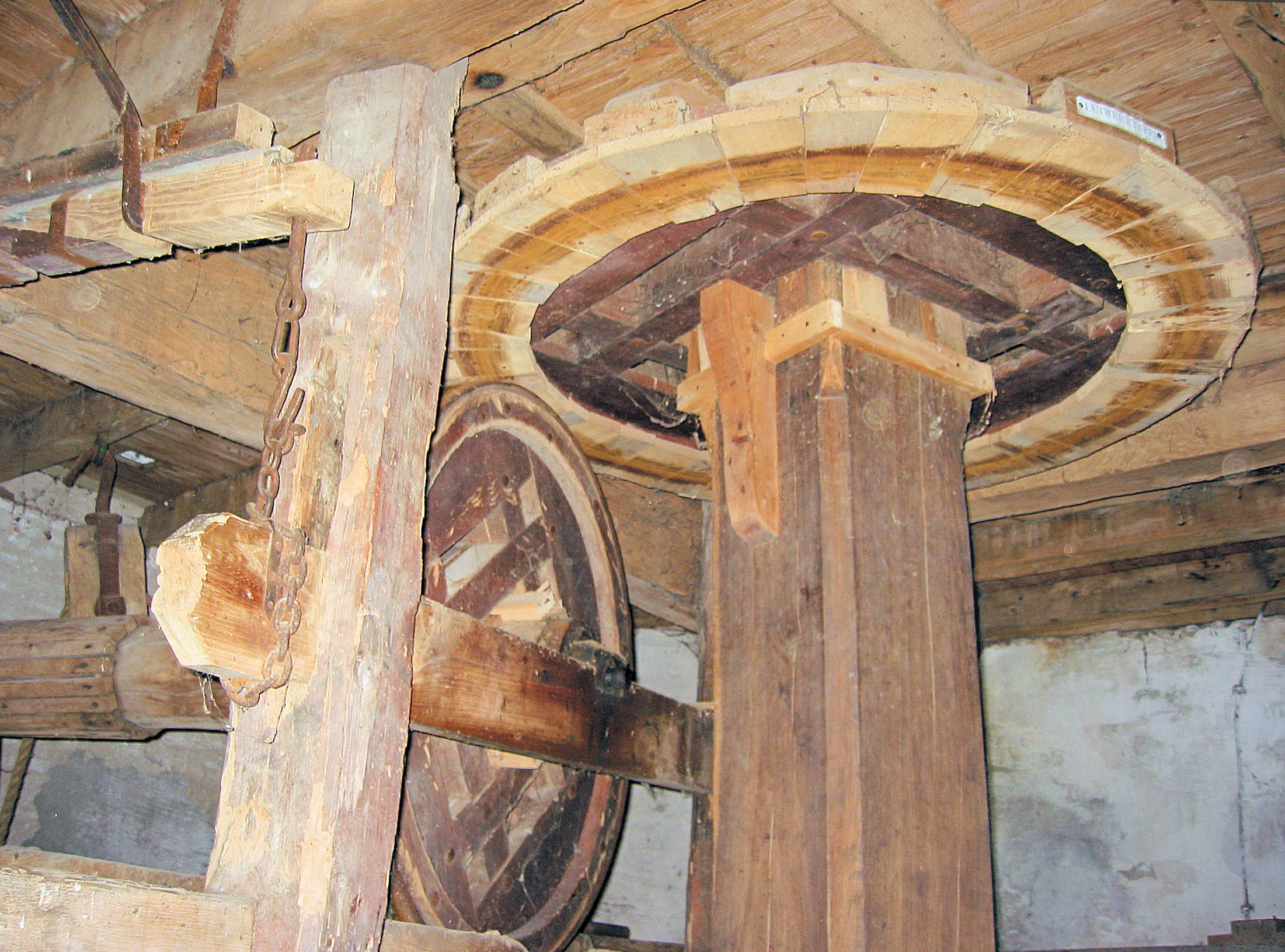
Luitafel
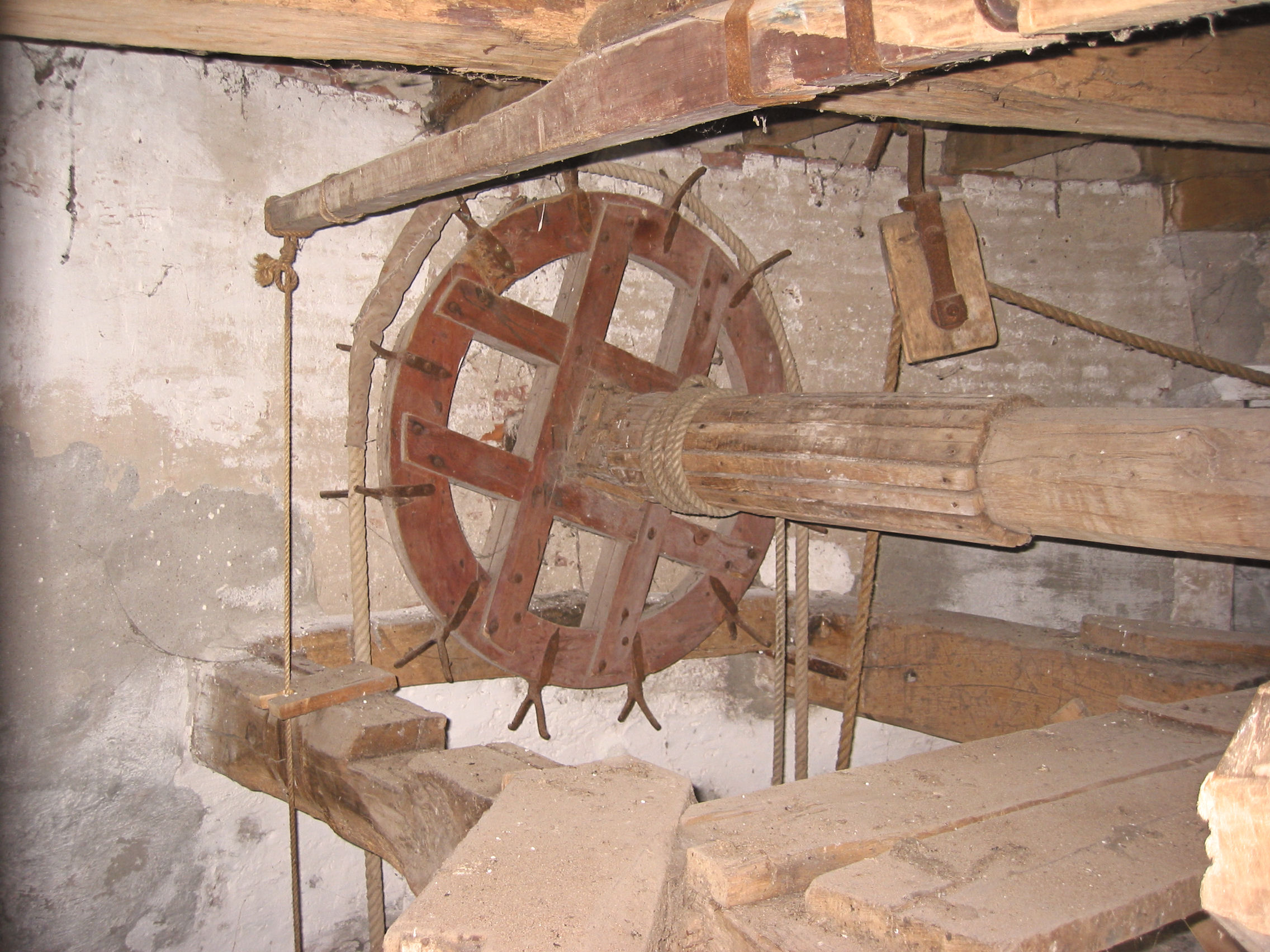
Gaffelwiel
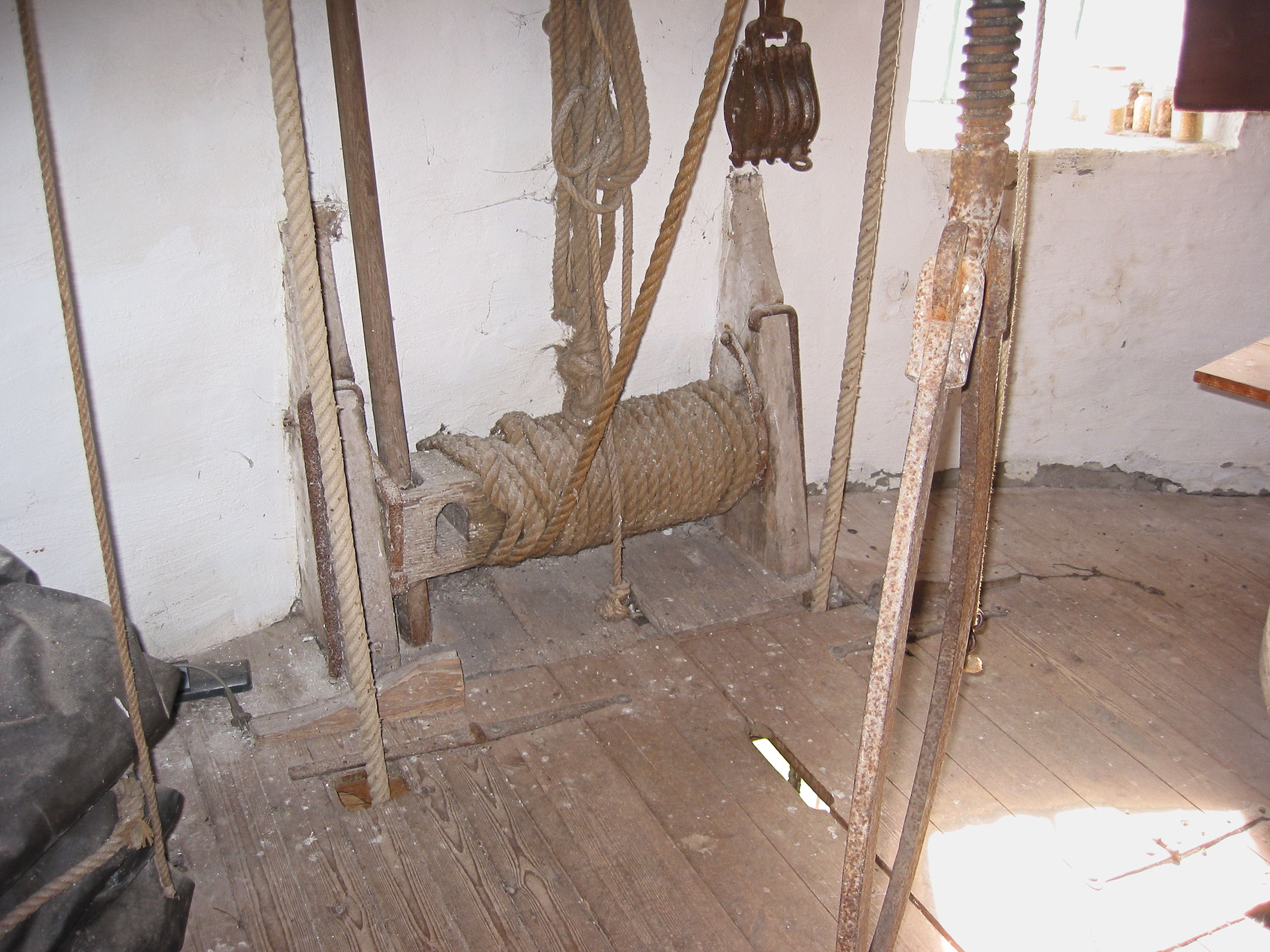
Kaapstander voor lichten steenspil

## Bron
- Korenmolen "De Zwaan", L. Goofers en G.W. de Lange, uitgave: Fam. van Harn, 1994